# Gant
Gant, stiliseret som GANT, er et internationalt tøjmærke med hovedsæde i Stockholm, Sverige. Virksomheden blev grundlagt i 1949 af Bernard Gantmacher og havde oprindeligt hovedsæde i New Haven i Connecticut. Virksomheden er på markedet i 70 lande, og dens produkter er tilgængelige hos 4.000 udvalgte detailforhandlere og i 583 Gant-butikker på verdensbasis.

## Historie
Bernard Gantmacher ankom til New York City i 1914 som jødisk indvandrer fra Ukraine. Gantmacher blev ansat på en tøjfabrik, hvor han syede skjortekraver, mens han læste til at blive farmaceut. Efter Gantmacher kom tilbage fra sin værnepligt under den første verdenskrig, grundlagde han Par-Ex Shirt Company med forretningspartneren Morris Shapiro. I april 1949 blev GANT-mærket lanceret. I 1968 solgte Gant-brødrene virksomheden til Consolidated Foods, men blev inden for virksomheden. I 1971 lancerede virksomheden sin første kollektion af sportstøj, og i 1974 blev mærket Rugger lanceret.
I 1995 købte Phillips-Van Heusen Gant-mærket i USA fra en sportstøjsfabrikant, som var gået fallit, Crystal Brands, Inc. I 1997 åbnede Gant sin første butik i USA. Phillips-Van Heusen solgte sine Gant-forretninger i 1999 til Pyramid Sportswear of Sweden for $71 millioner. Med dette opkøb foretaget af Pyramid Sportswear, som blev til Gant Pyramid Aktiebolag, blev Gant til et globalt varemærke. I foråret 2006 blev Gant en offentlig virksomhed og blev opført på børsen i Stockholms O-Liste, indtil den blev fjernet fra listen den 20. marts 2008, da den blev opkøbt af den schweiziske detailgruppe Maus Frères.